# Tilmatura dupontii
A Tilmatura dupontii a madarak osztályának sarlósfecske-alakúak (Apodiformes) rendjébe és a kolibrifélék (Trochilidae) családjába tartozó Tilmatura nem egyetlen faja.

## Előfordulása
Mexikó, Costa Rica, Guatemala, Honduras, és Nicaragua és Salvador területén honos. A természetes élőhelye szubtrópusi vagy trópusi éghajlati övezetben lévő száraz erdők és síkvidéki- és hegyi esőerdők, valamint leromlott egykori erdők.

## Külső hivatkozások
- Képek az interneten a fajról
- Internet Bird Collection